# نانبو نوبونائو
نانبو نوبونائو (به ژاپنی: 南部信直 Nanbu Nobunao)؛( ۱ آوریل ۱۵۴۶ – ۲۲ نوامبر ۱۵۹۹) یک دایمیو در دوره سنگوکو از اهالی ژاپن بود.